# Figurenachse
In der Kreiseltheorie ist die Figurenachse eines symmetrischen Kreisels diejenige seiner Hauptträgheitsachsen, deren Hauptträgheitsmoment sich von den beiden anderen seiner drei Hauptträgheitsmomente unterscheidet. Daher wird die Figurenachse häufig auch als dritte Hauptachse, 3-Achse, ê3 oder ähnlich bezeichnet. Sie bildet die Symmetrieachse des symmetrischen Kreisels, da er symmetrisch bezüglich aller Punkte auf ihr ist. Das zur Figurenachse gehörende Hauptträgheitsmoment wird auch axiales Hauptträgheitsmoment genannt.
Weil ein symmetrischer Kreisel nicht notwendigerweise im geometrischen Sinn symmetrisch sein muss, muss auch die Figurenachse keine Symmetrieachse im geometrischen Sinn sein. Insbesondere bei inhomogener Massenverteilung ist die Figurenachse nicht ohne Weiteres zu erkennen, wie beispielsweise die 3-Achse beim Kowalewskaja-Kreisel.
Dagegen kann bei homogenen Starrkörpern aus ihrer Symmetrie oft auf eine mögliche Figurenachse geschlossen werden, bezüglich derer sie symmetrische Kreisel abgeben. So sind homogene Rotationskörper, bei denen die Rotationsachse die Figurenachse ist, ein wichtiger Spezialfall symmetrischer Kreisel. Außerdem ist die Achse, um die ein Körper eine n-zählige Drehsymmetrie aufweist, ab n = 3 auch Figurenachse, z. B. die Symmetrieachse gerader Prismen oder regelmäßiger Pyramiden, deren Grundfläche ein regelmäßiges Polygon ist (siehe Trägheitsellipsoide spezieller Körper).
Alle zur Figurenachse senkrechten Achsen, die die Figurenachse schneiden, besitzen dasselbe Trägheitsmoment und liegen in der zur Figurenachse senkrechten Äquatorebene. Diese Ebene hat einen kreisförmigen Schnitt mit dem Trägheitsellipsoid, das demnach rotationssymmetrisch ist, wie alle anderen mit dem Kreisel verbundenen Ellipsoide (Energieellipsoid, MacCullagh-Ellipsoid, Massenellipsoid).